# Susan A. Stephens
Susan A. Stephens (* 9. Februar 1945) ist eine US-amerikanische Klassische Philologin.

## Leben
Sie erwarb an der Stanford University den B.A. in Englisch 1965, an der Columbia University den M.A. in Latein 1967 und an der Stanford University den Ph.D. in Classics 1972. Sie lehrte an der Oakland University (Assistant Professor, 1971–1974) und an der Yale University (Assistant Professor 1974–1978); 1978 wechselte sie an die Stanford University (Assistant Professor, 1978–1982; Associate Professor 1982–1990); dort ist sie seit 1990 Professorin.
Stephens arbeitet zur hellenistischen Dichtung (vor allem zu Kallimachos, Theokrit und Apollonios von Rhodos).

## Schriften (Auswahl)
- Seeing double. Intercultural poetics in Ptolemaic Alexandria. Berkeley 2003, ISBN 0-520-22973-8.
- mit Benjamin Acosta-Hughes: Callimachus in Context. From Plato to the Augustan Poets. Cambridge 2012, ISBN 1-107-00857-3.
- Callimachus: The Hymns. New York 2015, ISBN 978-0-19-978304-5.
- The poets of Alexandria. London 2018, ISBN 978-1-84885-880-0.